# Buteó (orador)
Buteó (en llatí: Buteo) va ser un orador romà del temps d'August (segle i aC). Segurament formava part de la família dels Buteons, de manera que hauria estat membre de la gens Fàbia.
No s'ha conservat cap obra seva, i solament és conegut pel que en diu Sèneca el Vell a les seves Controvèrsies. Era de l'escola oposada a Marc Porci Latró, i tenia un estil sec i contingut, però no li mancava força ni habilitat. En el seu text, Sèneca n'ha preservat diversos fragments. El seu principal deixeble, i hereu de la seva escola, va ser Gai Gargoni.